# هارولد آرکنو
هارولد آرکنو (انگلیسی: Harold Arceneaux؛ زادهٔ ۱ آوریل ۱۹۷۷) بازیکن بسکتبال اهل ایالات متحده آمریکا است.
از باشگاه‌هایی که در آن بازی کرده‌است می‌توان به آستین توروس اشاره کرد.